# Apoballis
Apoballis, rod kozlačevki u tribusu Schismatoglottideae, dio potporodice Aroideae. Njezinih 12 vrsta rasprostranjeno je od Mjanmara na sjeveru, pa na jug preko Malajskog poluotoka do Sumatre, Jave i Malih sundskih otoka.

## Vrste
1. Apoballis acuminatissima (Schott) S.Y.Wong & P.C.Boyce
2. Apoballis belophylla (Alderw.) S.Y.Wong & P.C.Boyce
3. Apoballis brevipes (Hook.f.) S.Y.Wong & P.C.Boyce
4. Apoballis grandiflora (Alderw.) S.Y.Wong & P.C.Boyce
5. Apoballis hastifolia (Hallier f. ex Engl.) S.Y.Wong & P.C.Boyce
6. Apoballis javanica (Engl.) S.Y.Wong & P.C.Boyce
7. Apoballis longicaulis (Ridl.) S.Y.Wong & P.C.Boyce
8. Apoballis mutata (Scort. ex Hook.f.) S.Y.Wong & P.C.Boyce
9. Apoballis okadae (M.Hotta) S.Y.Wong & P.C.Boyce
10. Apoballis ovata (Schott) S.Y.Wong & P.C.Boyce
11. Apoballis rupestris (Zoll. & Moritzi) S.Y.Wong & P.C.Boyce
12. Apoballis sagittifolia (Alderw.) S.Y.Wong & P.C.Boyce